# National Lampoon's European Vacation
National Lampoon's European Vacation (conocida en español como Las vacaciones europeas de una chiflada familia americana en España, Gran disparate yankee en Europa en México, Perú y Uruguay, y Vacaciones europeas de una familia americana en Argentina) es una película de 1985 de comedia. La segunda película de la serie de National Lampoon's Vacation estuvo dirigida por Amy Heckerling y es protagonizada por Chevy Chase y Beverly D'Angelo. Dana Hill y Jason Lively reemplazan a Dana Barron y Anthony Michael Hall como Audrey y Rusty.

## Sinopsis
Los Griswold ganan una gira de vacaciones en Europa, donde sobreviene un caos habitual.
Se alojan en un sórdido hotel de Londres con un recepcionista cockney desaliñado y tatuado. Mientras viajan en el coche de alquiler inglés, un Austin Maxi amarillo, la tendencia de Clark a conducir por el lado equivocado de la carretera provoca frecuentes accidentes. Más tarde, Clark conduce a la familia por la concurrida rotonda del Puente Lambeth durante horas, sin poder salir del caótico tráfico. 
En Stonehenge, accidentalmente da marcha atrás con el coche contra un antiguo monolito de piedra, derribando todas las piedras como si fueran fichas de dominó.
En París, un transeúnte a quien Clark le había pedido que les hiciera una foto roba la videocámara de la familia. Clark también es objeto de burlas por parte de un camarero francés por su pésimo francés, aunque él no se da cuenta. La familia lleva boinas estampadas, lo que hace que Rusty sea objeto de burlas por parte de las jóvenes en la plataforma de observación de la Torre Eiffel. Clark se ofrece a deshacerse de la boina para Rusty, pero cuando la tira, el perro salchicha de otro visitante la confunde con un frisbee y salta de la torre para buscarla, cayendo sano y salvo en una fuente cercana. 
Más tarde, Clark y Ellen visitan un espectáculo de can-can en París, y encuentran a Rusty allí con una prostituta.
A continuación, en un pueblo de Alemania Occidental, los Griswolds irrumpen en una desconcertada pareja de ancianos, a quienes erróneamente creen que son parientes debido a que leyeron mal la dirección, pero la pareja les ofrece cena y alojamiento de todos modos, ya que ninguno de los dos entiende el idioma del otro. Clark convierte una animada actuación de danza folclórica bávara en una pelea callejera, de la que huye, derribando apresuradamente varios puestos de vendedores ambulantes y quedando su Citroën DS atascado en un estrecho arco medieval.
En Roma, los Griswolds alquilan un coche en una agencia de viajes, pero sin que ellos lo sepan, los hombres a cargo son ladrones que tienen cautivo al verdadero gerente. El ladrón principal les da un coche con el gerente en el maletero, alegando que perdió las llaves del maletero. Al día siguiente, Ellen se sorprende al descubrir que los videos privados y sexys de ella de la videocámara robada de la familia se han utilizado en una valla publicitaria en Roma que anuncia pornografía, lo que la deja humillada.
Después de gritarle a Clark, que había mentido sobre borrar el video, Ellen se va furiosa al hotel, donde se encuentra con el ladrón que les alquiló el coche. Ella confiesa sus problemas, sin saber todavía que es un criminal. El hombre intenta entonces conseguir las llaves del coche, que están en su bolso, pero no lo consigue. Cuando la policía llega al hotel, secuestra a Ellen y se la lleva en el Volkswagen Beetle. Clark persigue al ladrón por toda Roma hasta que acaba en una fuente y la policía arresta al ladrón. 
En el vuelo de regreso a casa, Clark intenta encontrar un baño, pero cae en la cabina del piloto y accidentalmente obliga al avión a bajar de altitud, haciendo que la antorcha de la Estatua de la Libertad quede boca abajo mientras Rusty declara: "Sí, los Griswolds han vuelto".

## Reparto
| Actor              | Personaje                                | Notas           |
| ------------------ | ---------------------------------------- | --------------- |
| Chevy Chase        | Clark Griswold                           |                 |
| Beverly D'Angelo   | Ellen Griswold                           |                 |
| John Astin         | Kent Winkdale                            | Cameo           |
| Robbie Coltrane    | Hombre en el baño                        | Cameo           |
| Dana Hill          | Audrey Griswold                          |                 |
| William Zabka      | Jack                                     | Novio de Audrey |
| Jason Lively       | Russell Rusty Griswold                   |                 |
| Eric Idle          | El que anda en bicicleta                 | Cameos          |
| Maureen Lipman     | Dama en la cama                          |                 |
| Mel Smith          | Recepcionista en el hotel en Londres     | Cameo           |
| Paul McDowell      | Primer Motorista                         |                 |
| Ballard Berkeley   | Segundo Motorista                        |                 |
| Derek Deadman      | Taxista                                  |                 |
| Jacques Herlin     | Camarero francés                         | Cameo           |
| Willy Millowitsch  | Fritz Spritz, supuesto familiar de Clark |                 |
| Moon Unit Zappa    | Chica californiana                       |                 |
| Victor Lanoux      | Ladrón                                   |                 |
| Massimo Sarchielli | Ladrón                                   |                 |